# Leslie Van Houten
Leslie Louise Van Houten (Altadena, California, 23 de agosto de 1949) es una mujer estadounidense, conocida por haber sido miembro de la «Familia Manson» y condenada a prisión en 1969, por los asesinatos de Leno y Rosemary LaBianca. Fue puesta en libertad condicional el 11 de julio de 2023. 
Fue inicialmente condenada en el juicio de Charles Manson. Durante el juicio, rechazó cualquier apelación que hiciera la defensa culpando de sus actos al control que Manson ejercía sobre ella; es más, llegó a confesar haber cometido asesinatos que no cometió con tal de exculpar a Manson. A Van Houten, a otras dos mujeres y a Manson se les condenó a muerte, pero un año después se conmutaron todas las penas por cadena perpetua. 
Debido a la muerte de su abogado durante el juicio, se rechazaron las condenas mediante apelación. Se le garantizó un nuevo juicio, en el que la defensa principal se centró en eximirla de responsabilidad debido al uso crónico de alucinógenos habiendo sido susceptible a la influencia de Charles Manson. El jurado no pudo llegar a un acuerdo en el veredicto.
En un tercer juicio, fue declarada culpable y condenada a dos cadenas perpetuas concurrentes.

## Primeros años
Nació el 23 de agosto de 1949 en Altadena, suburbio de Los Angeles, y creció en el seno de una familia de clase media. Tenía un hermano mayor, un hermano más joven y una hermana, ambos últimos adoptados de procedencia coreana. Inicialmente, Van Houten asistía a misa con regularidad. Sus padres se divorciaron cuando ella cumplió 14 años; año en el que empezó una relación con un hombre mayor y sufrió un aborto espontáneo. También empezó a consumir LSD, benzedrina y hachís alrededor de los 15; se marchó a Haight-Ashbury con su novio por un tiempo, pero volvió para acabar el instituto. Tuvo una época en la que se interesó por el yoga y durante un año hizo un curso de secretaria, pero terminó la relación con su novio y se hizo hippie, pasando a vivir en una comuna.

### Charles Manson
Charles Manson ya había sido delincuente a una temprana edad. En sus últimos años de adolescente tardíos, fue liberado de una institución para vivir con sus parientes en una ciudad de Virginia Occidental. Allí se le consideraba un criminal fanfarrón, aunque algunas personas obedientes de la ley lo considerasen buena persona. Manson tuvo un breve matrimonio con una chica guapa popular. Su coeficiente intelectual estaba ligeramente por encima de la media. En prisión, se interesó por filosofías alternativas como la cienciología y el budismo. Pidió el traslado a Leavenworth (considerada una de las prisiones más duras), porque dijo que allí tendría menos quejas por tocar la guitarra. En 1967, completó la sentencia y, protestando que la prisión era su casa, obtuvo su liberación a la edad de 32. Aspiraba a tener éxito como cantante-compositor. En Berkeley, conoció y empezó a salir con una bibliotecaria de 23 años, Mary Brunner, que el autor Vincent Bugliosi describió como "particularmente no atractiva" y probablemente nunca cortejada anteriormente. Brunner introdujo a Manson al ecologismo, que él adoptó para presentarse como un gurú, denunciando el consumismo americano. Manson predicó los valores positivos de la naturaleza, el amor libre, el futuro de los niños y que todo en la vida debería ser divertido. Fue exitoso en hacerse con un grupo pequeño de jóvenes en gran parte devotas seguidoras, principalmente de hogares rotos de clase media.

### Reclutamiento de Van Houten
Después de unos cuantos meses en una comuna del norte de California, Van Houten conoció a Catherine Share y Bobby Beausoleil. Se mudó a vivir con ellos y con otra mujer durante el verano de 1968. Los cuatro rompieron tras una discusión por celos, y Share se marchó para unirse a la comuna de Charles Manson. Van Houten, entonces de 19 años, siguió a Share. Entonces telefoneó a su madre para decirle que se independizaba y que no volvería a establecer ningún contacto con ella. Las ideas de Manson en 1968 eran similares al utopismo cultural que se divulgaba por los círculos de la subcultura hippie, en la que Van Houten estaba inmersa. La "Familia" Manson se mantenía gorroneando y comiendo de cubos de basura, entendiendo su vida como una forma de ecologismo. Manson decidía cuándo comerían, dormirían y tendrían sexo, y con quién lo tendrían. También controlaba el consumo de LSD, dando a sus seguidores dosis mayores de las que él tomaba. Según Manson: "Cuando tomas LSD bastantes veces seguidas, logras un estado de nada, de ningún pensamiento". Según Van Houten, ella misma terminó "saturada de ácido" y no podía percibir la existencia de aquellos que no vivían en la realidad psicodélica.

### La Familia Manson
A partir de agosto de 1968, se asentaron en el rancho Spahn. Manson hacía funcionar su "familia" según principios basados en el movimiento hippie, como la aceptación y el amor libre. En el rancho remoto, donde estaban aislados de cualquier otra influencia, la de Manson era la única opinión que escuchar.
En torno a abril de 1969, Manson implicó a sus seguidores en actividades criminales como el robo de coches y asaltos en casas. Van Houten fue arrestada (robó en casa de su padre dos veces), por lo que pasó unos cuantos días en prisión. El mismo mes, durante una disputa sobre drogas, Manson se enfrentó a un hombre llamado Bernard "Lotsapapa" Crowe, al que disparó. A pesar de que Crowe sobreviviese, Manson creyó que lo había matado. Él también, falsamente, creyó que Crowe, afroamericano, era miembro del Partido Pantera Negra. El incidente llevó a Manson a la paranoia, imaginando que los Panteras Negras intentarían vengarse de él. A modo de defensa, Tex Watson le enseñó cómo matar con un cuchillo.

## Asesinatos
Manson, que se declaró inocente, nunca explicó su motivo para pasar de querer ser estrella del pop a asesino. En el juicio y en el best seller publicado sobre él, el procurador sugirió que intentaba provocar una guerra civil racial. En el juicio se rechazó la naturaleza racial del motivo de los asesinatos de Van Houten, pero más tarde un juez lo revocó aumentando la gravedad de la misma.

## Juicio

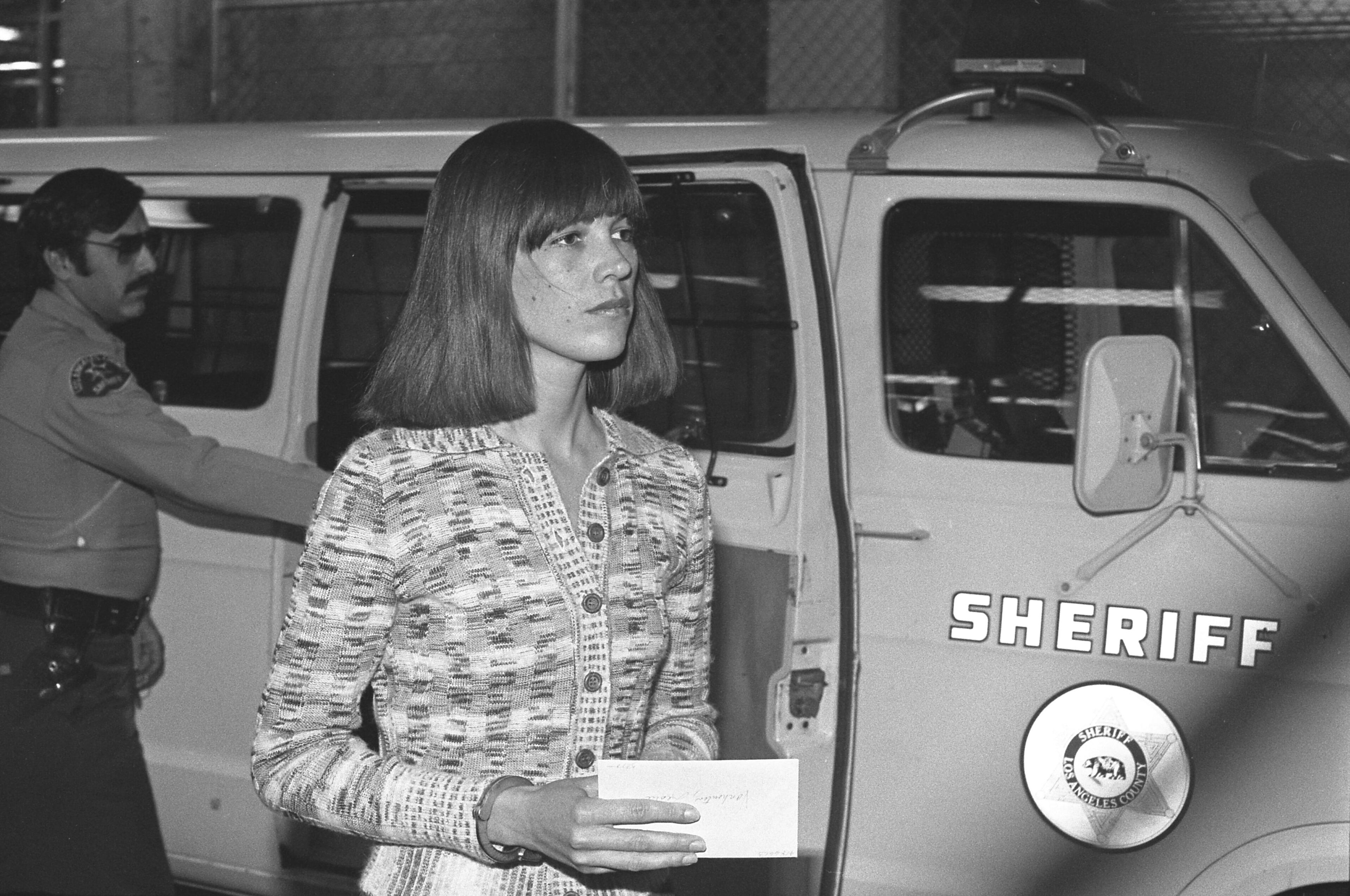
Leslie Van Houten llega al juicio en calidad de imputada en diciembre de 1976.

A Tex Watson, que había disparado o acuchillado a todas las víctimas, tanto en los asesinatos de Tate y sus amigos, como del matrimonio LaBianca, y que causó la mayoría de los daños graves o mortales a las víctimas, no se le acusó junto a los demás en el principal juicio a Manson. 
Se acusó a Manson de orquestar ambos ataques, pero los únicos acusados de asesinato en el juicio, por haber causado daños a los LaBianca, fueron Van Houten y Patricia Krenwinkel. A diferencia de los demás, no se acusó a Van Houten de los asesinatos de Tate y sus amigos.
Manson se granjeó una defensa por parte de sus tres devotas haciéndoles alegar que ellas cometieron los asesinatos. Van Houten pareció no tomarse al tribunal seriamente (más tarde dijo que se le había suministrado LSD durante el juicio). Admitió haber participado en los asesinatos, pero negó cualquier implicación por parte de Manson. Un ejemplo a menudo citado de cómo Manson parecía ejercer control sobre Van Houten y el resto era que cuando Manson se marcó a cuchillo una X en la frente y se rapó al cero, ella y las otras dos mujeres acusadas lo imitaron. En las últimas etapas del juicio dejaron de hacerla: Bugliosi sugirió que se dieron cuenta de la extensión de su influencia por encima de las apariencias.
Van Houten rechazó tres abogados de su defensa sucesivamente por reclamar que sus acciones eran atribuibles al control que Manson ejercía sobre ella. Cuando su abogado preguntó a un testigo experto sobre el efecto del LSD, durante el juicio, Van Houten gritó que: "Es todo una gran mentira, estuve influenciada por la guerra de Vietnam y la televisión".
Fue condenada en 1971 en primera instancia a la pena capital. Sin embargo, en 1972 se abolió la pena de muerte en todo el Estado de California, por lo que hubo otro juicio en 1976 donde su pena se conmutó a cadena perpetua.

## Prisión
Van Houten mantuvo una conducta intachable en sus 53 años en la Prisión estatal de California. Completó sus estudios, por los que obtuvo una licenciatura, y aceptó los programas internos de autoayuda, destacando por encima del resto de las reclusas.
El 14 de abril de 2016, el comité de libertad condicional del estado de California votó por primera vez a favor de liberarla, pero el gobernador de California, Mr. Jerry Brown, se opuso el 22 de julio de 2016 y, de nuevo, en 2017. En junio de 2019, el gobernador de California, Gavin Newsom, también se opuso a la petición de liberarla.
Desde 2016, el Departamento de prisiones pidió su liberación veinte veces. Los gobernadores de la época rechazaron la solicitud en todas las ocasiones.

## Liberación
Tras veinte solicitudes de libertad condicional denegadas, el martes 11 de julio de 2023 se liberó a Van Houten, de 73 años, en términos de libertad condicional. No hubo oposición por parte del gobernador de California, Gavin Newsom.
Tras 53 años tras las rejas, Van Houten participará en un programa de vivienda de transición para ayudarla con formación laboral, enseñarle cómo conseguir un trabajo y mantenerse a sí misma, dijo Nancy Tetreault, abogada de la integrante de la familia Manson.

## En la cultura popular
El autor Matt Groening usó su apellido para nombrar al famoso personaje Milhouse Van Houten de la popular serie de televisión Los Simpson. Además, la serie hace referencia al nombre de la secta de Manson en el episodio "La familia Mansión (The Mansion Family)" de la undécima temporada.
La película canadiense de 2009 Leslie, mi nombre es diabla narra la biografía de Leslie Van Houten.
En la película de Quentin Tarantino Once Upon a Time in Hollywood Leslie Van Houten fue interpretada por la actriz Victoria Pedretti.